# 阪大病院前駅
阪大病院前駅（はんだいびょういんまええき）は、大阪府茨木市美穂ヶ丘にある大阪モノレール彩都線の駅。駅番号は52。

## 概要
大阪大学吹田キャンパスや大阪大学医学部附属病院の最寄り駅である。駅のすぐ西側を市境が通っており、大阪大学や附属病院は吹田市にある。駅名表示には‘Osaka University Hospital’、車内放送には‘Osaka University Medical Hospital’という英語表記が付属している。

## 歴史
彩都線は大阪大学医学部および付属病院の要請を受け、万博記念公園から当駅までが先行して整備された。その後、彩都線の延長に伴い途中駅となっている。

### 年表
- 1998年（平成10年）10月1日：国際文化公園都市モノレール線（彩都線）万博記念公園 - 当駅間開通時に、同線の終着駅として開業[1]。
- 2007年（平成19年）3月19日：当駅から彩都西駅まで路線延伸、途中駅となる[1][3]。
- 2021年（令和3年）11月6日：可動式ホーム柵の使用を開始[4]。

## 駅構造
島式ホーム1面2線だが、開業当時は島式ホームの片面使用の1面1線だった（詳細後述）。改札口は3階、ホームは4階にあり、改札口は1ヶ所のみ。但し、大阪大学吹田キャンパス側の出入口は高台上にあるため、吹田キャンパスと改札口とは同一レベルに位置している。なお、2階は当駅のすぐ東を通る大阪府道1号茨木摂津線と同一レベルに位置し、1階は南春日丘方面への通路に面している。
当駅は駅南側に渡り線があり、当駅で列車を折り返させることができる。これは、当駅が彩都線の終着駅であった頃の名残である。開業当初はこの渡り線を利用して、全列車が1番ホームで折り返し、2番ホームはレールは敷かれているものの閉鎖され使用されていなかった。2006年（平成18年）になって当駅 - 彩都西駅間の昼間試運転が開始されると2番ホームの供用が始まり、以降万博記念公園方面行きホームとなった。2007年（平成19年）に彩都線が彩都西駅まで延伸開業してからは、2008年（平成20年）の一時期と2012年（平成24年）の秋季以降に臨時列車が当駅折り返しとなったものの、定期列車が当駅で折り返すことはなくなった。2018年の大阪府北部地震では、発生直後から彩都線全線で運休していたが、6月22日に万博記念公園駅と当駅の間で復旧した。

### のりば
| ホーム | 路線    | 行先             | 備考           |
| ------ | ------- | ---------------- | -------------- |
| 1      | ■彩都線 | 彩都西方面       |                |
| 2      | ■彩都線 | 万博記念公園方面 | 一部は本線直通 |

## 利用状況
2022年（令和4年）次の1日平均乗降人員は7,677人（乗車人員：3,817人、降車人員：3,860人）で、大阪モノレールの駅全18駅中13位。
開業後の各年次・各年度の利用状況は下表の通り。
| 年度/年次          | 各年次   | 各年次   | 各年次   | 各年度・年間（単位：千人） | 各年度・年間（単位：千人） | 各年度 乗車人員 | 出典          | 出典          | 出典             |
| 年度/年次          | 乗降人員 | 乗車人員 | 降車人員 | 乗車人員                   | 降車人員                   | 各年度 乗車人員 | 府            | 市            | モノレール       |
| ------------------ | -------- | -------- | -------- | -------------------------- | -------------------------- | --------------- | ------------- | ------------- | ---------------- |
| 1998年（平成10年） | 1,452    | 674      | 778      | -                          | -                          | -               | [ 大阪府 1 ]  | -             | -                |
| 1999年（平成11年） | 2,979    | 1,391    | 1,588    | -                          | -                          | -               | [ 大阪府 2 ]  | -             | -                |
| 2000年（平成12年） | 3,140    | 1,487    | 1,653    | -                          | -                          | -               | [ 大阪府 3 ]  | -             | -                |
| 2001年（平成13年） | 3,283    | 1,551    | 1,732    | -                          | -                          | -               | [ 大阪府 4 ]  | -             | -                |
| 2002年（平成14年） | 3,401    | 1,633    | 1,768    | -                          | -                          | -               | [ 大阪府 5 ]  | -             | -                |
| 2003年（平成15年） | 3,691    | 1,785    | 1,906    | -                          | -                          | -               | [ 大阪府 6 ]  | -             | -                |
| 2004年（平成16年） | 3,783    | 1,840    | 1,943    | -                          | -                          | -               | [ 大阪府 7 ]  | -             | -                |
| 2005年（平成17年） | 3,897    | 1,883    | 2,014    | -                          | -                          | -               | [ 大阪府 8 ]  | -             | -                |
| 2006年（平成18年） | 4,114    | 2,039    | 2,075    | -                          | -                          | -               | [ 大阪府 9 ]  | -             | -                |
| 2007年（平成19年） | 4,668    | 2,390    | 2,278    | -                          | -                          | -               | [ 大阪府 10 ] | -             | -                |
| 2008年（平成20年） | 5,117    | 2,630    | 2,487    | 984                        | 928                        | -               | [ 大阪府 11 ] | [ 茨木市 1 ]  | -                |
| 2009年（平成21年） | 5,306    | 2,728    | 2,578    | 1,003                      | 950                        | -               | [ 大阪府 12 ] | [ 茨木市 1 ]  | -                |
| 2010年（平成22年） | 5,655    | 2,904    | 2,751    | 1,077                      | 1,019                      | -               | [ 大阪府 13 ] | [ 茨木市 1 ]  | -                |
| 2011年（平成23年） | 5,861    | 3,008    | 2,853    | 1,113                      | 1,057                      | -               | [ 大阪府 14 ] | [ 茨木市 1 ]  | -                |
| 2012年（平成24年） | 6,216    | 3,185    | 3,031    | 1,162                      | 1,106                      | -               | [ 大阪府 15 ] | [ 茨木市 1 ]  | -                |
| 2013年（平成25年） | 6,675    | 3,302    | 3,373    | 1,228                      | 1,278                      | -               | [ 大阪府 16 ] | [ 茨木市 2 ]  | -                |
| 2014年（平成26年） | 6,928    | 3,391    | 3,537    | 1,238                      | 1,291                      | -               | [ 大阪府 17 ] | [ 茨木市 3 ]  | -                |
| 2015年（平成27年） | 7,253    | 3,551    | 3,702    | 1,296                      | 1,351                      | -               | [ 大阪府 18 ] | [ 茨木市 4 ]  | -                |
| 2016年（平成28年） | 7,452    | 3,643    | 3,809    | 1,328                      | 1,392                      | -               | [ 大阪府 19 ] | [ 茨木市 5 ]  | -                |
| 2017年（平成29年） | 7,711    | 3,792    | 3,919    | 1,403                      | 1,443                      | -               | [ 大阪府 20 ] | [ 茨木市 6 ]  | -                |
| 2018年（平成30年） | 7,852    | 3,873    | 3,979    | 1,418                      | 1,458                      | -               | [ 大阪府 21 ] | [ 茨木市 7 ]  | -                |
| 2019年（令和元年） | 8,284    | 4,095    | 4,189    | 1,490                      | 1,521                      | -               | [ 大阪府 22 ] | [ 茨木市 8 ]  | -                |
| 2020年（令和02年） | 6,732    | 3,340    | 3,392    | 1,183                      | 1,201                      | -               | [ 大阪府 23 ] | [ 茨木市 9 ]  | -                |
| 2021年（令和03年） | 7,108    | 3,541    | 3,567    | 1,303                      | 1,308                      | 3,569           | [ 大阪府 24 ] | [ 茨木市 10 ] | [ モノレール 1 ] |
| 2022年（令和04年） | 7,677    | 3,817    | 3,860    | 1,431                      | 1,452                      | 3,920           | [ 大阪府 25 ] | [ 茨木市 11 ] | [ モノレール 2 ] |

## 駅周辺
- 大阪府道1号
- 大阪大学（吹田キャンパス東門）※医・歯・薬・基礎工・人間科学部
  - 医学部附属病院（阪大病院）
  - 歯学部附属病院
- 万博記念公園（ただし入場可能なゲートへは遠い）
- 光の教会（安藤忠雄の代表作の一つ、1km弱の距離）

### バス路線
阪大病院・吹田キャンパス側の阪大医学部病院前停留所と、府道1号線側の阪大東口停留所から以下の系統が利用できる。
- 近鉄バス（茨木線）
  - 22番：日本庭園前経由 JR茨木駅・阪急茨木市駅 行（一部便は茨木美穂ヶ丘経由）
  - 24・25番：阪大医学部前経由 阪大本部前 行
- 阪急バス（阪大病院線）
  - 164系統：阪大医学部前経由 阪大本部前 行
  - 72・164系統：阪大東口（直行→）千里中央 行
  - 171→71系統：阪大本部前・阪大歯学部病院前・阪急北千里駅・青山台二丁目・北町二丁目経由 千里中央 行（阪急北千里駅→千里中央間は71系統となる。）

## 隣の駅
大阪モノレール
■彩都線
公園東口駅 (51) - 阪大病院前駅 (52) - 豊川駅 (53)

### 利用状況
1. ↑  大阪府統計年鑑 - 大阪府
2. ↑  茨木市統計書 - 茨木市

#### 大阪モノレール
1. ↑  “2021年度駅別旅客数”.   大阪モノレール. 2023年6月19日時点のオリジナルよりアーカイブ。2024年7月12日閲覧。
2. ↑  “2022年度　駅別旅客数”.   大阪モノレール. 2023年6月24日時点のオリジナルよりアーカイブ。2024年7月12日閲覧。

#### 大阪府統計年鑑
1. ↑  大阪府統計年鑑（平成11年） (PDF)
2. ↑  大阪府統計年鑑（平成12年） (PDF)
3. ↑  大阪府統計年鑑（平成13年） (PDF)
4. ↑  大阪府統計年鑑（平成14年） (PDF)
5. ↑  大阪府統計年鑑（平成15年） (PDF)
6. ↑  大阪府統計年鑑（平成16年） (PDF)
7. ↑  大阪府統計年鑑（平成17年） (PDF)
8. ↑  大阪府統計年鑑（平成18年） (PDF)
9. ↑  大阪府統計年鑑（平成19年） (PDF)
10. ↑  大阪府統計年鑑（平成20年） (PDF)
11. ↑  大阪府統計年鑑（平成21年） (PDF)
12. ↑  大阪府統計年鑑（平成22年） (PDF)
13. ↑  大阪府統計年鑑（平成23年） (PDF)
14. ↑  大阪府統計年鑑（平成24年） (PDF)
15. ↑  大阪府統計年鑑（平成25年） (PDF)
16. ↑  大阪府統計年鑑（平成26年） (PDF)
17. ↑  大阪府統計年鑑（平成27年） (PDF)
18. ↑  大阪府統計年鑑（平成28年） (PDF)
19. ↑  大阪府統計年鑑（平成29年） (PDF)
20. ↑  大阪府統計年鑑（平成30年） (PDF)
21. ↑  大阪府統計年鑑（令和元年） (PDF)
22. ↑  大阪府統計年鑑（令和2年） (PDF)
23. ↑  大阪府統計年鑑（令和3年） (PDF)
24. ↑  大阪府統計年鑑（令和4年） (PDF)
25. ↑  大阪府統計年鑑（令和5年） (PDF)

#### 茨木市統計書
1. 1 2 3 4 5  茨木市統計書 平成25年版（2013年版）PDF版  (PDF)
2. ↑  茨木市統計書 平成26年版（2014年版）PDF版  (PDF)
3. ↑  茨木市統計書 平成27年版（2015年版）PDF版  (PDF)
4. ↑  茨木市統計書 平成28年版（2016年版）PDF版  (PDF)
5. ↑  茨木市統計書 平成29年版（2017年版）PDF版  (PDF)
6. ↑  茨木市統計書 平成30年版（2018年版）PDF版  (PDF)
7. ↑  茨木市統計書 令和元年版（2019年版）PDF版  (PDF)
8. ↑  茨木市統計書 令和2年版（2020年版）PDF版  (PDF)
9. ↑  茨木市統計書 令和3年版（2021年版）PDF版 (PDF)
10. ↑  茨木市統計書 令和4年版（2022年版）PDF版 (PDF)
11. ↑  茨木市統計書 令和5年版（2023年版）PDF版 (PDF)